# Trigonoptera lateplagiata
Trigonoptera lateplagiata là một loài bọ cánh cứng trong họ Cerambycidae.